# Asambleas presidenciales del Partido Demócrata de 2008 en Nevada
Las asambleas presidenciales demócratas de Nevada de 2008 se llevaron a cabo el 19 de enero de 2008 después de haber sido trasladadas de una fecha posterior por el Partido Demócrata de Nevada. El Caucus Demócrata de Nevada se consideró importante para determinar al futuro candidato del partido, ya que muchos lo describieron como el "Indicador del Oeste", ya que es el primer estado occidental en votar en la temporada de primarias presidenciales demócratas.
Los 25 delegados "comprometidos" de Nevada a la Convención Nacional Demócrata fueron elegidos el 17 de mayo de 2008, cuando el Partido Demócrata de Nevada celebró su Convención Estatal. Barack Obama terminó recibiendo 14 delegados nacionales en comparación con Hillary Clinton que recibió 11 delegados nacionales. Sin embargo, Clinton finalmente prevaleció en términos de la cantidad de votos recibidos durante el Caucus Demócrata de Nevada. Fue el único estado que realizó un caucus que ella ganó durante el curso de las primarias presidenciales demócratas.

## Demografía de votantes
Según la Associated Press, 75.2% de los votantes fueron blancos, 6.8% eran afroamericanos, 4.5% eran asiáticos, 1.3% eran indio americanos o nativos de Alaska, 0.4% eran nativos de Hawái o isleños de las islas del pacífico, 3.8% fueron de raza mixta, y 8.0% fueron de diferente raza.
| Problemas                 | Porcentaje de los votantes |
| ------------------------- | -------------------------- |
| Pobreza                   | 10.5%                      |
| Edades 65+                | 10.9%                      |
| Título universitario      | 18.2%                      |
| Hispanos                  | 19.7%                      |
| Desempleo (as of 11/2006) | 4.2%                       |

## Resultados
La ex primera dama logró imponerse en Nevada, pese al apoyo brindado a Obama por el potente sindicato hotelero de dicho estado, donde se encuentra la ciudad turística de Las Vegas, y cuyos miembros son mayoritariamente latinos. 
En esta oportunidad, la votación demócrata no tuvo lugar en las urnas sino en los caucus: asambleas de electores donde se designa públicamente a los delegados que representarán a cada candidato en la convención nacional del partido, de la que surgirá el nombre de quien disputará la presidencia.
Hillary Clinton ganó la mayoría de los delegados locales, mientras que Barack Obama fue proyectado a ganar en la mayoría de delegados en la nominación de la convención nacional. Los delegados de Nevada no contaran, si no hasta la  Convención Nacional Demócrata (DNC en inglés) no serán otorgados a los candidatos por al menos unos meses después, así que la proyección de delegados de la Convención Nacional Demócrata asume que las preferencias de los delegados locales serán los mismos que los de la convención en todo el condado, en la cual ocurre en febrero, y la convención estatal, en la que ocurre en abril.  La razón en la cual es la tan nombrada "decisión de repartir" es el método escogido de los delegados en la convención nacional demócrata. Seis set distintos de delegados serán electos en abril. Los tres sets serán repartidos por partes iguales exclusivamente por el condado Clark, para un total de 6 delegados para Obama y 6 para Clinton. 
A diferencia de las asambleas democráticas de Iowa,  los del partido demócrata de Nevada sólo reportaron los números de delegados ganados estatalmente por partidarios de los candidatos (en Iowa los "delegados de estados son equivalentes" como reportados). Y  Iowa, todos los delegados locales seleccionados en las asambleas del 19 son técnicamente libre en apoyar a cualquier candidato durante las próximas etapas de la nominación.

números a las 00:07 (UTC) el 23 de enero
| Candidato       | Votos  | Porcentaje | Delegados | Porcentaje |
| --------------- | ------ | ---------- | --------- | ---------- |
| Hillary Clinton | 5,372  | 50.74%     | 12        | 48%        |
| Barack Obama    | 4,783  | 45.17%     | 13        | 52%        |
| John Edwards    | 397    | 3.75%      | 0         | 0%         |
| Dennis Kucinich | 5      | 0.05%      | 0         | 0%         |
| Indecisos       | 31     | 0.29%      | 0         | 0%         |
| Total           | 10,588 | 100%       | 0         | 0%         |